# Answer is Near
„Answer is Near” (jap. アンサイズニア Ansa izu Nia) – piąty singel zespołu ONE OK ROCK, wydany 16 lutego 2011 roku przez wytwórnię Aer-born. Singel osiągnął 6 pozycję w rankingu Oricon i pozostał na liście przez 13 tygodni.

## Lista utworów
| CD |                                                          |       |            |      |
| Nr | Tytuł                                                    | Słowa | Kompozycja | Czas |
| 1. | "Answer is Near" (jap. アンサイズニア Ansa izu Nia)      | Taka  | Toru/Taka  | 3:42 |
| 2. | "Silent World"                                           | Taka  | Taka/Toru  | 1:01 |
| 3. | "Answer is Clear" (jap. アンサイズクリア Ansa izu Kuria) | Taka  | Taka/Toru  | 3:28 |
| 4. | "To Feel The Fire" (cover)                               |       |            | 3:32 |